# Helmut Krebs
Pour les articles homonymes, voir Krebs.
Helmut Krebs (Dortmund, 8 octobre 1913 - Berlin, 30 août 2007) est un ténor allemand qui défendit un vaste répertoire allant de la musique baroque aux œuvres contemporaines. 

## Biographie
Il étudie d'abord au Conservatoire de musique de sa ville natale, puis à la Musikhochschule de Berlin avec Paul Luhmann et Max Meili. Il débute en concert en 1937, puis au Volksoper de Berlin en 1938, puis la guerre interrompt sa carrière, qu'il reprend à Düsseldorf en 1945. 
Il devient membre de l'Opéra d'État de Berlin en 1947, où il chantera régulièrement pendant près de quarante ans, et où il s'illustre dans le répertoire lyrique, notamment Belmonte, Tamino, Don Ottavio, Ferrando, Nemorino, Ernesto, Fenton, Alfred, etc.
Il participe à la création d'œuvres contemporaines, telles König Hirsch de Hans Werner Henze, Moses und Aron (Moïse et Aaron) d'Arnold Schonberg, Antigonae (Antigone) de Carl Orff, et chante le rôle d'Albert dans Leonore 40-45 de Rolf Liebermann, le rôle-titre dans Œdipus Rex (Œdipe Roi) d'Igor Stravinsky, et Pelléas dans Pelléas et Mélisande de Claude Debussy.
Il parait également à l'Opéra d'État de Bavière, l'Opéra d'État de Vienne, à La Scala de Milan, au Royal Opera House de Londres, au Festival de Glyndebourne.  
Il est aussi très admiré comme interprète de lieder, et comme soliste dans les oratorios de Johann Sebastian Bach, notamment l'Évangéliste. Dans les années 1950, il commence à explorer la musique ancienne, et devient un célèbre interprète du rôle-titre de L'Orfeo de Monteverdi, dont il laisse un enregistrement en 1955.
Chanteur remarquable, Helmut Krebs possédait une voix à la tessiture ample et au timbre très distinctif et expressif, doté d'une fine musicalité et d'une impeccable technique. Il enseigne à Berlin dès 1957, puis à Francfort à partir de 1966. Il reçoit le titre de Kammersänger en 1963.

## Sources
- Alain Paris, Dictionnaire des interprètes et de l'interprétation musicale au XXe siècle, Paris, R. Laffont, 1989, 1112 p. (ISBN 2-221-06660-X)